# 世田谷区立旭小学校
世田谷区立旭小学校（せたがやくりつ あさひしょうがっこう）は、東京都世田谷区野沢1丁目にある区立小学校。

## 沿革
- 1880年（明治13年） - 公立旭小学校創立。
- 1932年（昭和7年） - 校舎大増改築。
- 1941年（昭和16年） - 国民学校令により、東京市立旭国民学校と改称。
- 1945年（昭和20年） - 戦災のため全校舎焼失。
- 1947年（昭和22年） - 学制改革により、世田谷区立旭小学校と改称。
- 1948年（昭和23年） - 現在の本校所在地に木造2階建7教室落成（15m×7m）。
- 1949年（昭和24年） - 校歌「旭の丘」ができる。
- 1957年（昭和32年） - 北校舎に4教室増築。職員室・用務員室落成。
- 1961年（昭和36年） - 障害児学級を新設。
- 1963年（昭和38年） - 体育館竣工。
- 1967年（昭和42年） - 鉄筋校舎改築第1期完成。
- 1973年（昭和48年） - 現在地にプール完成。
- 1979年（昭和54年） - 100周年記念式典挙行。
- 2001年（平成13年） - プール・体育館改修工事終了。
- 2007年（平成19年） - 校庭改修し、一部芝生化。
- 2008年（平成20年） - フラワースクール・エコスクール認定校。

## 通学区域
出典
- 上馬1丁目（全域）
- 下馬3丁目（16番～25番）
- 野沢1丁目（全域）
- 野沢2丁目（全域）
- 野沢4丁目（全域）

## 進学先中学校
公立学校に進学する場合
- 世田谷区立駒留中学校[3]

## 学校周辺
- 青葉学園野沢こども園 - 世田谷区道をはさんで、敷地が隣接。
- 地区会館
- 鶴ヶ久保公園
- 野沢稲荷神社
- 日本大学認定こども園

## 交通
- 東急バス「反11」・「森91」の各系統、及び小田急バス「下61」系統で、「野沢銀座」バス停下車後、徒歩約265m・約4分。